# 菖蒲谷川
菖蒲谷川（しょうぶだにがわ）は、徳島県那賀郡那賀町を流れる那賀川水系の河川である。

## 地理
那賀郡那賀町（旧上那賀町）の水源から那賀町を経て那賀川に合流する。川には轟の滝という落差約6mほどの滝がかかり、中流には桧曽根の棚田という棚田がある。

## 自然景勝地
- 桧曽根の棚田
- 轟の滝（落差約6m）

## 流域の自治体
徳島県
那賀郡那賀町